# Fuschlsee
De Fuschlsee is een meer in het Salzkammergut in de Oostenrijkse deelstaat Salzburg. Het meer heeft een oppervlakte van 2,7 km², een maximale diepte van 66 meter, een maximale lengte van 4,1 km en een maximale breedte van 0,9 km. Het meer ligt op een hoogte van 664 meter boven de zeespiegel.
Aan het meer ligt de plaats Fuschl am See en het slot Schloss Fuschl behorend tot de plaats Hof.

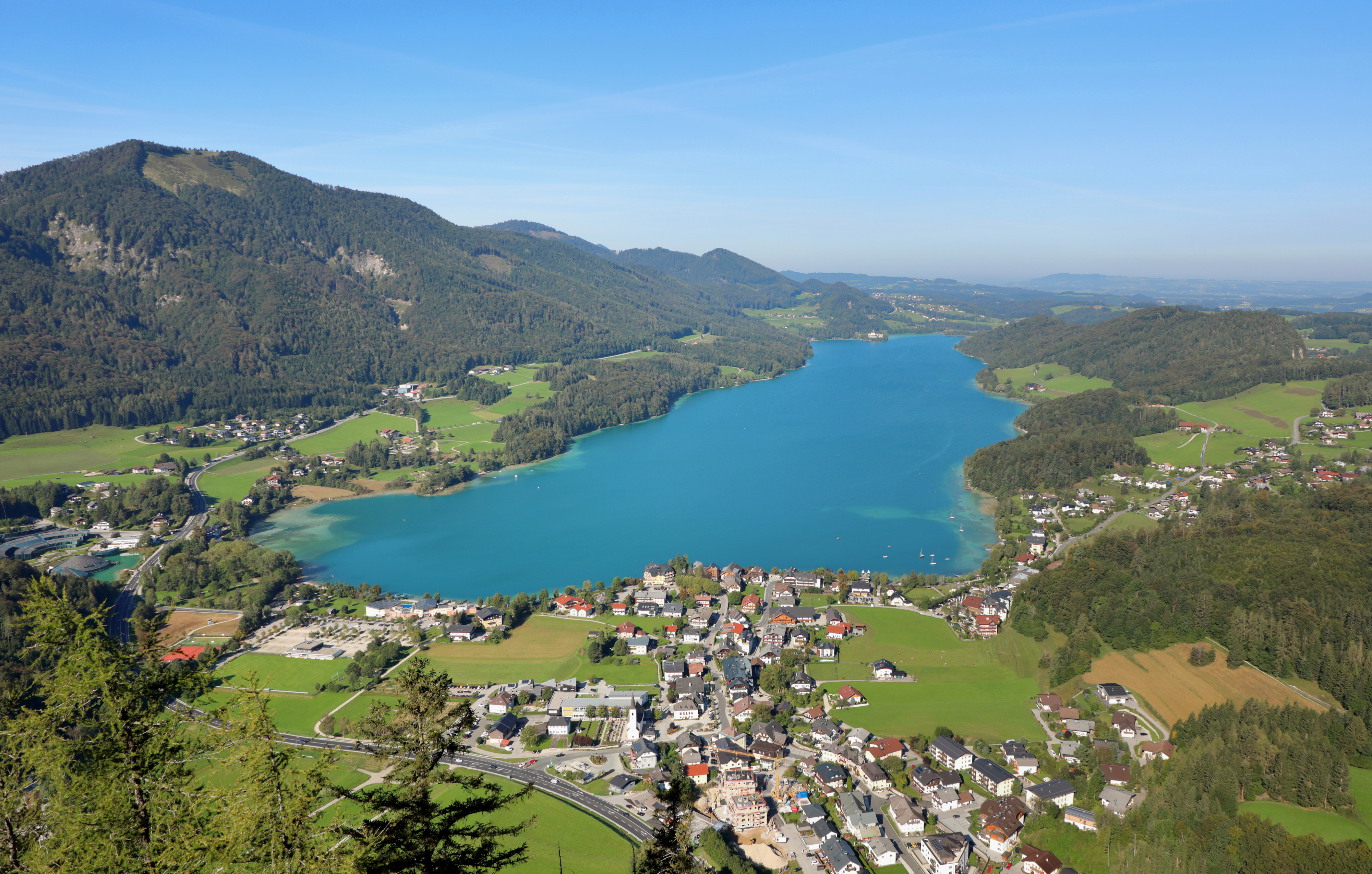
De Fuschlsee